# Samoa Zachodnie na Letnich Igrzyskach Olimpijskich 1984
Samoa Zachodnie na Letnich Igrzyskach Olimpijskich 1984 reprezentowało ośmiu zawodników (sami mężczyźni). Był to pierwszy start reprezentacji Samoa na letnich igrzyskach olimpijskich.

## Skład kadry

### Boks
Mężczyźni
- Apelu Ioane - waga lekkopółśrednia - 17. miejsce
- Salulolo Aumua - waga lekkośrednia - 17. miejsce
- Paulo Tuvale - waga średnia - 9. miejsce
- Loi Faaeteete - waga ciężka - 9. miejsce

### Podnoszenie ciężarów
Mężczyźni
- Emila Huch - waga średnio-ciężka - 22. miejsce
- Sione Sialaoa - waga ciężka I - 11. miejsce

### Lekkoatletyka
Mężczyźni
- William Fong - 110 metrów przez płotki - odpadł w eliminacjach
- Henry Smith

Pchnięcie kulą - 19. miejsce
Rzut dyskiem - 17. miejsce